# Un'anima persa
Un'anima persa è un romanzo di Giovanni Arpino del 1966.
Il romanzo venne presentato da Lorenzo Mondo come il più "torinese" tra quelli di Arpino.. La vicenda si svolge interamente a Torino, e il libro è strutturato sotto forma di diario, similmente a La suora giovane, il romanzo che diede la notorietà allo scrittore. Ancora Lorenzo Mondo vide in quest'opera rimandi «alla lucida ipostasi di una follia, alla contrapposizione tra il fascino del male e la grettezza della virtù» come nel Dottor Jekill di Louis Stevenson e nel Sosia di Fëdor Dostoevskij. Guido Piovene recensì Un'anima persa come il miglior libro di Arpino insieme a La suora giovane, e fece un paragone tra questo romanzo e le tentazioni di Sant'Antonio di alcuni pittori, concludendo che le esperienze negative vissute dal protagonista fanno maturare in lui una sorta di «spavento di vivere».
Dal romanzo fu tratto il film Anima persa.

## Trama
La vicenda si svolge a Torino e viene raccontata dal protagonista Tino, un giovane che sta affrontando gli esami di maturità, come un diario che copre una settimana, dal lunedì al sabato, di un mese di luglio negli anni '60 (l'anno esatto non viene specificato).
Tino è un orfano che ha frequentato un collegio. Pochi giorni prima di compiere diciassette anni torna a Torino, ospite della zia Galla e dello zio Serafino Calandra in una vasta villa precollinare, per sostenere gli esami di maturità.
La vita nella casa è segnata dalla presenza di un fratello gemello dello zio Serafino, che viene chiamato semplicemente «il Professore». Un tempo il Professore lavorava in Africa, poi è stato colpito dalla follia e ora vive rinchiuso in una stanza al piano superiore. Nessuno ha il permesso di avere contatti con lui; è Serafino ad accudirlo in ogni minima necessità, lavandolo, nutrendolo e procurandogli perfino, una volta alla settimana, la compagnia di una prostituta, Iris, che zia Galla e la serva Annetta, una vecchia che serve i Calandra da quarant'anni, col tempo hanno imparato ad accettare. Quando Serafino esce di casa, porta con sé la chiave della stanza e zia Galla e Annetta si accontentano di spiare il malato dalla serratura della porta. Il Professore è arrivato nella casa misteriosamente qualche anno prima, senza che nessuno potesse parlargli, poiché Serafino ve lo ha condotto in segreto una notte, e ora trascorre il tempo con l'unico diversivo di una cinepresa, con la quale filma gli insetti e altri dettagli della sua stanza, producendo filmati che vengono anche mostrati a Tino.
Quando Tino comincia gli esami, Serafino lo accompagna in auto alla scuola. All'uscita, Tino pensa di fare una sorpresa allo zio e va ad aspettarlo all'azienda municipale del gas, dove Serafino dovrebbe recarsi ogni giorno per la sua attività di ingegnere. Qui Tino scopre che lo zio si è dimesso da anni. Serafino è così costretto a dare una spiegazione al nipote: stanco del lavoro e privo di figli e scopi nella vita, si è licenziato e vive sulle spalle di zia Galla, che è molto ricca, facendole credere di recarsi regolarmente in ufficio. Zia Galla non nutre alcun sospetto, perché gli porta un'infinita fiducia e non dubiterebbe mai di lui. Serafino confessa a Tino di avere anche dilapidato al gioco il denaro che era stato depositato per lui in previsione degli studi universitari, impossessandosene in modo illegale. Tino viene coinvolto da Serafino in una nottata trascorsa in una bisca, dove conosce il Duca, un vecchio amico dello zio che fa il croupier a un tavolo di roulette.
Il giorno successivo è proprio il Duca, insieme ad un cameriere, a riportare a casa Serafino, ridotto ad uno spettro, che sembra essersi sentito male o avere avuto una crisi di nervi per il caldo. Il pensiero di tutti è subito per il Professore, che ha bisogno di assistenza: zia Galla riesce a sottrarre al marito le chiavi della stanza del folle e timidamente, con Tino e Annetta, vi entra. Qui non c'è traccia del Professore, ma nella stanza, immersa nella sporcizia e nel fetore, viene trovata la prostituta Iris, legata e imbavagliata. Così, si scopre la doppia vita condotta per anni da Serafino: il Professore non è mai esistito ed era lo stesso Serafino ad interpretarne la parte, entrando e uscendo dalla stanza per mezzo di una porta della cantina da cui poteva passare non visto, forse per dedicarsi indisturbato al bere, alle pratiche viziose e all'ozio, forse in preda ad una vera pazzia che non ha saputo dominare.
Tino si chiede cosa possano aver sospettato o intuito la zia ed Annetta in tanti anni, e resta incerto sul suo futuro, ma sentendo di non avere più forza per combattere la sua paura, nuotandovi dentro come nel solo elemento assegnatogli.

## Edizioni
- Giovanni Arpino, Un'anima persa, Narratori italiani n. 141, Mondadori, 1966,  p. 154.
- Giovanni Arpino, Un'anima persa, Oscar n. 572, Mondadori, 1974,  p. 173.
- Giovanni Arpino, Un'anima persa, La scala, Rizzoli, 1981,  p. 138.
- Giovanni Arpino, Un'anima persa, Tascabili n. 46, Marsilio, 1996,  p. 133, ISBN 88-317-6353-9.